# Red House Painters
Red House Painters var ett amerikanskt rockband som existerade mellan 1988 och 2001. Bandet leddes av Mark Kozelek, som senare var med i Sun Kil Moon.

## Medlemmar
- Mark Kozelek – sång, gitarr (1988–2001)
- Anthony Koutsos – trummor (1988–2001)
- Jerry Vessel – basgitarr (1988–2001)
- Gorden Mack – gitarr (1988–1995)
- Phil Carney – gitarr (1995—2001)

## Diskografi
Studioalbum
- Down Colorful Hill (15 september 1992)
- Red House Painters (aka Rollercoaster) (25 maj 1993)
- Red House Painters (aka Bridge) (19 oktober 1993)
- Ocean Beach (28 mars 1995)
- Songs for a Blue Guitar (23 juli 1996)
- Old Ramon (10 april 2001)

EP
- Shock Me EP (28 februari 1994)

Singlar
- "Mistress" (Maj 1993)
- "I Am a Rock" / "New Jersey" (Oktober 1993)
- "Summer Dress" (Mars 1995)
- "All Mixed Up" (Juli 1996)
- "Make Like Paper" (Februari 1997)

Samlingsalbum
- Retrospective (20 juli 1999)

Soundtrack
- Have You Forgotten (Vanilla Sky)
- Japanese to English (Amateur)
- All Mixed Up (Excess Baggage)
- Song for a Blue Guitar (The Girl Next Door)
- Around and Around (Tarnation)
- Katy Song (Totally fucked up)
- Priest Alley Song (The Line)